# Аракі Садао
Ара́кі Сада́о (яп. 荒木貞夫, あらきさだお; 26 травня 1877 — 2 листопада 1966) — японський політичний діяч, військовик, генерал Імперської армії Японії. 23-й міністр армії (1931—1934), 53-й міністр культури (1938–1939).

## Короткі відомості
Народився 26 травня 1877 року в місті Комае, Токіо, в родині самурайського походження.
1897 року закінчив Військову академію і наступного року отримав звання молодшого лейтенанта. 1901 року поступив до Вищої військову академію Імперської армії Японії, проте зі спалахом російсько-японської війни в 1904 році вирушив на фронт. В серпні того ж року отримав звання капітана, а з 1905 року був приписаний до 1 піхотного гвардійського полку.
1907 року закінчив навчання у Вищій академії та поступив на службу до Генерального штабу армії. Протягом 1909—1912 років перебував в Росії, працював воєнним аташе японського посольства. З 1915 року, в ході Першої світової війни, знову перебував в Росії до 1918 року. Брав участь у Сибірському поході японської армії.
1924 року був призначений командиром військової поліції. Чотирма роками пізніше став директором Вищої академії армії. В проміжку між цим, 1927 року, отримав звання генерал-лейтенанта. 1931 року здобув посаду начальника Головної інспекції освіти армії, а з 31 грудня того ж року займав крісло міністра армії в кабінеті міністрів Інукаї та Сайто.
Належав до правих ідеалістичних кіл японської політичної еліти, обстоював необхідність дотримання цілісності японської системи управління кокутай та збереження японського духу. Був центральною фігурою націоналістичної армійської фракції Імператорського шляху, яка протистояла консервативній армійській фракції Контролю.
1933 року підвищений до звання генерала. Трьома роками пізніше нагороджений титулом віконт і прирівняний до титулованої шляхти. Після провалу націоналістичного путчу 26 лютого вийшов у відставку.
З 26 травня 1938 по 30 серпня 1939 року працював міністром культури в уряді Коное та Хірануми. З 1940 року став радником кабінету міністрів.
Після поразки Японії у Другій світовій війні був звинувачений окупаційною владою у «воєнних злочинах високої тяжкості ступеня А» і засуджений до довічного ув'язнення. 1955 був випущений на свободу через хворобу. Після одужання займався дослідженням новітньої історії Японії.
Помер 2 листопада 1966 року.

## Нагороди

### Японська імперія
- Орден Вранішнього Сонця
  - 5-го класу (1 квітня 1906)
  - 4-го класу (10 листопада 1915)
  - 3-го класу (1 листопада 1920)
  - 1-го класу (29 квітня 1934)
- Орден Золотого шуліки
  - 5-го класу (1 квітня 1906)
  - 4-го класу (1 листопада 1920)
- Медаль «Російсько-японська війна 1904-1905» (1 квітня 1906)
- Пам'ятна медаль «Анексія Кореї» (1 серпня 1912)
- Орден Священного скарбу
  - 4-го класу (6 травня 1914)
  - 3-го класу (26 вересня 1918)
  - 2-го класу (1927)
  - 1-го класу (15 січня 1932)
- Воєнна медаль 1914-1920 (10 листопада 1915)
- Пам'ятна медаль «2600 років Японії» (15 серпня 1940)

### Російська імперія
- Медаль «У пам'ять 300-річчя царювання дому Романових» (26 липня 1914)
- Орден Святого Володимира 4-го ступеня з мечами (15 листопада 1916)
- Орден Святої Анни 2-го ступеня з мечами (7 листопада 1917)